# 国家の品格
『国家の品格』（こっかのひんかく）は、新潮新書から2005年（平成17年）11月20日に出版された藤原正彦の著書である。

## 概要
もともとは、藤原が講演で述べた内容を基礎にした本である。そのため、文体は口語調で、「妻を筆頭に殴りたい女性はたくさんいます」、「（什の掟は）最後の七つ目以外は納得できます」といったユーモアが効いたものになっている。西洋、特にアメリカの「論理万能主義」を批判し「だめなものはだめ」と主張。グローバリズムなどを真っ向から否定し、自国の伝統や美意識などを重んじることを説いた。
世界で唯一の「情緒と形の文明」を持つ日本の“国家の品格”を取り戻すことを書いた。本文中には前著のタイトルでもある「祖国とは国語」と言う言葉が複数箇所で用いられている。

## 発行部数
2006年（平成18年）5月までに発行部数265万部を超えるミリオンセラーとなっており、トーハン調べで同年における書籍の年間ベストセラーで総合1位となった。

## エピソード
- 書名の「品格」は、2006年（平成18年）の新語・流行語大賞を受賞したが、それに便乗する形で「-の品格」と銘打った書籍などが相次ぎ[1]、「品格ブーム」などと言われた。坂東眞理子著『女性の品格』（PHP新書）は300万部以上を売り上げ、ドラマ『ハケンの品格』は平均視聴率20.1%を記録した。他に『会社の-』『日本人の-』『自分の-』『親の-』『男の-』『遊びの-』などがある。
- 著者の藤原は本書の出版以後、何か不祥事でも起こそうなら週刊誌などが「『国家の品格』の著者の品格」と書き立てそうで行動が不自由になったと述べている[3]。

## 関連書籍

### 翻訳
- 『国家の品格　対訳ニッポン』ジャイルズ・マリー訳、IBCパブリッシング、2007年6月。ISBN 978-4-89684-568-6。

### 演説
- 藤原正彦述「天才を生む土壌と国家の品格」、日本ペンクラブ編 編『日本ペンクラブ名スピーチ集』創美社、2007年11月。ISBN 978-4-420-31024-6。

### 批判本
- 木村和彦『「国家の品格」を撃つ』プレスプラン〈JRC新書〉、2007年3月。ISBN 978-4-903295-06-0。
- 島井宏行『『国家の品格』批判』立志社出版〈立志社新書〉、2007年3月。ISBN 978-4-9903479-0-1。
- 吉孝也、前川征弘『「国家の品格」への素朴な疑問』新風舎〈新風舎文庫〉、2007年10月。ISBN 978-4-289-50602-6。